# سستو (کومونه)
سستو (به ایتالیایی: Sestu) یک کومونه در ایتالیا است که در استان کالیاری واقع شده‌است. سستو ۴۸٫۳۲ کیلومتر مربع مساحت و ۲۰٬۵۴۲ نفر جمعیت دارد و ۴۴ متر بالاتر از سطح دریا واقع شده‌است.

## خواهرخوانده
شهر پالرمو خواهرخواندهٔ سستو هست.